# Kıvanç Tatlıtuğ
Kıvanç Tatlıtuğ (Adana, 27 de outubro de 1983) é um ator e modelo turco, vencedor de prêmios Golden Butterfly de melhor ator. Ele também foi premiado como melhor modelo da Turquia e melhor modelo do mundo em 2002. Conhecido no Brasil por interpretar "Behlül Haznedar", em Amor Proibido.

## Carreira
Kıvanç foi palco de alguns desfiles e shows. Ele estrelou em Gümüş como o personagem Mehmet Şadoğlu. Ele atuou no filme de comédia americanos no Mar Negro, que foi dirigido pelo Kartal Tibet. Ele também atuou em outros shows, como Menekşe ile Halil, onde tocou ao lado de Sedef Avic. Na série Aşk-ı Memnu, Kıvanç dividiu o papel principal com Beren Saat. Ele forneceu a voz de Ken para a versão apelidada turca de Toy Story 3.
Um ponto de viragem na carreira de Tatlıtuğ foi quando ele interpretou Sekiz em Ezel. Desde 2011, ele interpretava Kuzey Tekinoğlu na série dramática Kanz D Kuzey Güney, que terminou em junho de 2013. Ele ganhou dois Golden Butterfly Awards de Melhor Ator em um papel de liderança por sua atuação em Aşk-ı Memnu e "Kuzey ve Güney". Tatlıtuğ interpretou o poeta Muzaffer Tayyip Uslu no filme dramático Kelebeğin Rüyası com Farah Zeynep Abdullah. Kıvanç Tatlıtuğ ganhou o prêmio Yeşilçam Cinema de Melhor Ator em um papel de liderança e outros prêmios por seu desempenho como Muaffer Tayyip Usl. Ele atuou na série de TV "Kurt Seyit ve Şura" com Farah Zeynep Abdullah pela segunda vez em 2014 e Cesur ve Güzel com Tuba Büyüküstün em 2016 para 2017 como Cesur Alemdaroğlu.

## Filmografia

### Cinema
| Ano  | Título                      | Personagem           | Notas        |
| ---- | --------------------------- | -------------------- | ------------ |
| 2007 | Amerikalılar Karadeniz'de 2 | Muzaffer             |              |
| 2010 | Toy Story 3                 | Ken                  | Voz          |
| 2013 | The Butterfly's Dream       | Muzaffer Tayyip Uslu | Protagonista |
| 2018 | Hadi Be Oglum               | Ali                  |              |
| 2018 |                             | Sarı Saruhan         |              |
| 2022 | Âşıklar Bayramı             | Yusuf                | Protagonista |
| 2023 | Boğa Boğa                   | Yalın                | Protagonista |
| 2023 | İstanbul İçin Son Çağrı     | Mehmet               | Protagonista |

### Televisão
| Ano       | Título             | Personagem         | Notas                 |
| --------- | ------------------ | ------------------ | --------------------- |
| 2005-2007 | Gümüş              | Mehmet Şadoğlu     | Protagonista          |
| 2006      | Acemi Cadı         | Ele Mesmo          | Participação Especial |
| 2007-2008 | Menekşe ile Halil  | Halil Tuğlu        | Protagonista          |
| 2008-2010 | Amor Proibido      | Behlül Haznedar    | Protagonista          |
| 2010      | Ezel               | Ramiz/Sekiz (Ocho) | Ator convidado        |
| 2011-2013 | Kuzey Güney        | Kuzey Tekinoğlu    | Protagonista          |
| 2014      | Kurt Seyit ve Şura | Kurt Seyit Eminof  | Protagonista          |
| 2016-2017 | Cesur ve Güzel     | Cesur Alemdaroğlu  | Protagonista          |
| 2018-2019 | Çarpisma           | Kadir Adali        | Protagonista          |
| 2023-2024 | Aile               | Aslan Soykan       | Protagonista          |

## Prêmios

### Como ator
| Ano  | Prêmio                                 | Categoria                      | Trabalho              | Resultado | Ref.  |
| ---- | -------------------------------------- | ------------------------------ | --------------------- | --------- | ----- |
| 2008 | Golden Butterfly Awards                | Melhor ator                    | Aşk-ı Memnu           | Venceu    | [ 1 ] |
| 2012 | Golden Butterfly Awards                | Melhor ator                    | Kuzey Güney           | Venceu    | [ 2 ] |
| 2013 | Sadri Alisik Theatre and Cinema Awards | Melhor ator                    | Kuzey Güney           | Venceu    | [ 3 ] |
| 2014 | SIYAD Turkish Film Critics Association | Melhor ator                    | The Butterfly's Dream | Venceu    | [ 4 ] |
| 2023 | Pantene Golden Butterfly Awards        | Best TV Couple (Aslan & Devin) | Aile                  | Venceu    | [ 5 ] |

### Como modelo
| Ano  | Prêmio                  | Resultado | Ref.  |
| ---- | ----------------------- | --------- | ----- |
| 2002 | Best model of Turkey    | Venceu    | [ 6 ] |
| 2002 | Best Model of the World | Venceu    | [ 7 ] |